# Bodgers
Bodgers is een voormalig warenhuis in Ilford, Londen. Het warenhuis was opgericht door John Bodger en diens vrouw, en was onderdeel van warenhuisbedrijf Morleys Stores.
Het sloot definitief zijn deuren op 28 februari 2018.

## Geschiedenis
De onderneming ontstond toen John Bodger en zijn vrouw in juni 1890 het pand van The Manchester Drapery Establishment in de hoofdstraat van Ilford overnamen. De winkel heropende op 14 juni zijn deuren met een tiendaagse uitverkoop. Vanaf dat moment bouwden de Dodgers een bloeiende zaak op en de winkel werd een bekende naam in Ilford, Vanwege de groei werden er twee winkels toegevoegd aan de bestaande winkelruimte. In 1920 overleed Bodger, waarna zijn zoon de leiding de leiding overnam.
In 1927 werden zes winkels in het station afgebroken en werd op deze locatie ene imposant gebouw opgericht als onderdeel om Station Road te ontwikkelen tot een winkelgebied. De verdergaande ontwikkeling van het gebied bood jaren later de mogelijkheid om een vrijgekomen showroom om te bouwen tot moderne lunchroom, die een populaire ontmoetingsplek werd. Door de uitbraak van de Tweede Wereldoorlog kwam de verdere ontwikkeling tot stilstand en de winkel kwam hier niet ongeschonden uit. In de opvolgende jaren werd de winkels tegenover het station herbouwd en werd de weg verbreed. Hierdoor kreeg Bodgers een nieuwe, moderne voorgevel. 
In 1959 werd Bodgers overgenomen door de warenhuisgroep Morleys Stores die het warenhuis verder uitbreidde in jaren 1970 en 1980. In 1999 werd Bodgers gerenoveerd voor £ 500.000,- om klaar te zijn voor de 21e eeuw.
Het warenhuis verloor veel klanten aan het vlakbij gelegen Westfield Stratford City winkelcentrum. Hierdoor, en om de wijzigende marktomstandigheden bij te houden, deed Morleys Stores besluiten om Bodgers in februari 2018 te sluiten.